# Максимов, Алексей Александрович
Алексе́й Алекса́ндрович Макси́мов (род. 1952, СССР) — советский и российский художник. Известен как как  живописец на холсте и на эмали и график, работает в жанре портрета, пейзажа и натюрморта. Произведения Алексея Максимова находятся во многих художественных музеях России и зарубежных музеях. В 1987 году стал членом Союза художников России, в общей сложности, его работы были представлены на более 100 художественных выставках во всем мире.
Лариса Пешехонова из Государственных Музеев Московского Кремля описала Максимова как художника, который «преобразил традиции прошлого, чтобы создать [свой] собственный неповторимый художественный стиль и мировые образы».
Детство и юношеские годы прошли в подмосковном посёлке Александровка. В 1980 году из Москвы переехал в Ленинград (Санкт-Петербург). С 1989 года по 2000 год жил в Европе Witten (Germany) и Amsterdam (Netherlands). В настоящее время проживает в Санкт-Петербурге, Россия.

## Королевский художник
Впервые в истории русской культуры в 1992 году царствующая королева Великобритании согласилась позировать русским художникам — честь, которой удостоились Максимов и Эфрос. Сеанс произвёл на королеву настолько благоприятное впечатление, что по её рекомендации на следующей неделе Максимову позировала принцесса Анна, а 31 числа того же месяца — королева-мать. В 1994 и 1999 годах были проведены сеансы позирования в Гааге (Нидерланды) и Осло (Норвегия), где художник рисовал правящих монархов этих стран.

## Выставки
Первая персональная выставка Максимова была организована совместно с художником Леонидом Эфросом в Подольском городском краеведческом музее в 1979 году. Вторая выставка состоялась позднее в том же году в Государственном литературном музее в Москве.
Две крупные персональные выставки Максимова прошли в Оружейной палате Кремля в начале 1990-х гг., где его работы были представлены в историческом контексте искусства эмальеров на протяжении многовековой русской истории.
В 1995 и 1999 годах состоялись его персональные выставки в Германии (Dortmund, Witten), на выставках были представлены графические и живописные работы. Другой формат, яркий цвет, но рука мастера легко определима по линиям, цветовым переходам, лаконизму изображения и одновременно вниманию к деталям.

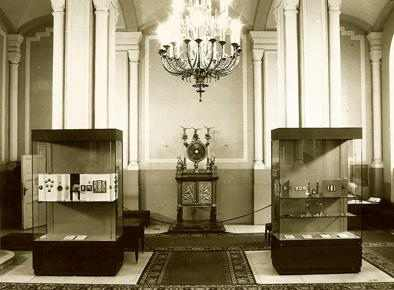
Экспозиция выставки в Оружейной Палате
Музеев Московского Кремля

В 1991 году по заказу Музеев Московского Кремля и при содействии Фонда Александра Конаныхина к юбилейной выставке «Мир Фаберже» художником была сделана миниатюра «Портрет Фаберже». Организаторы выставки — эксперты музея разместили миниатюру в центральной витрине экспозиции, вместе с ключевой работой выставки пасхальным яйцом «Московский Кремль». После Москвы выставка была показана в нескольких крупных городах мира.

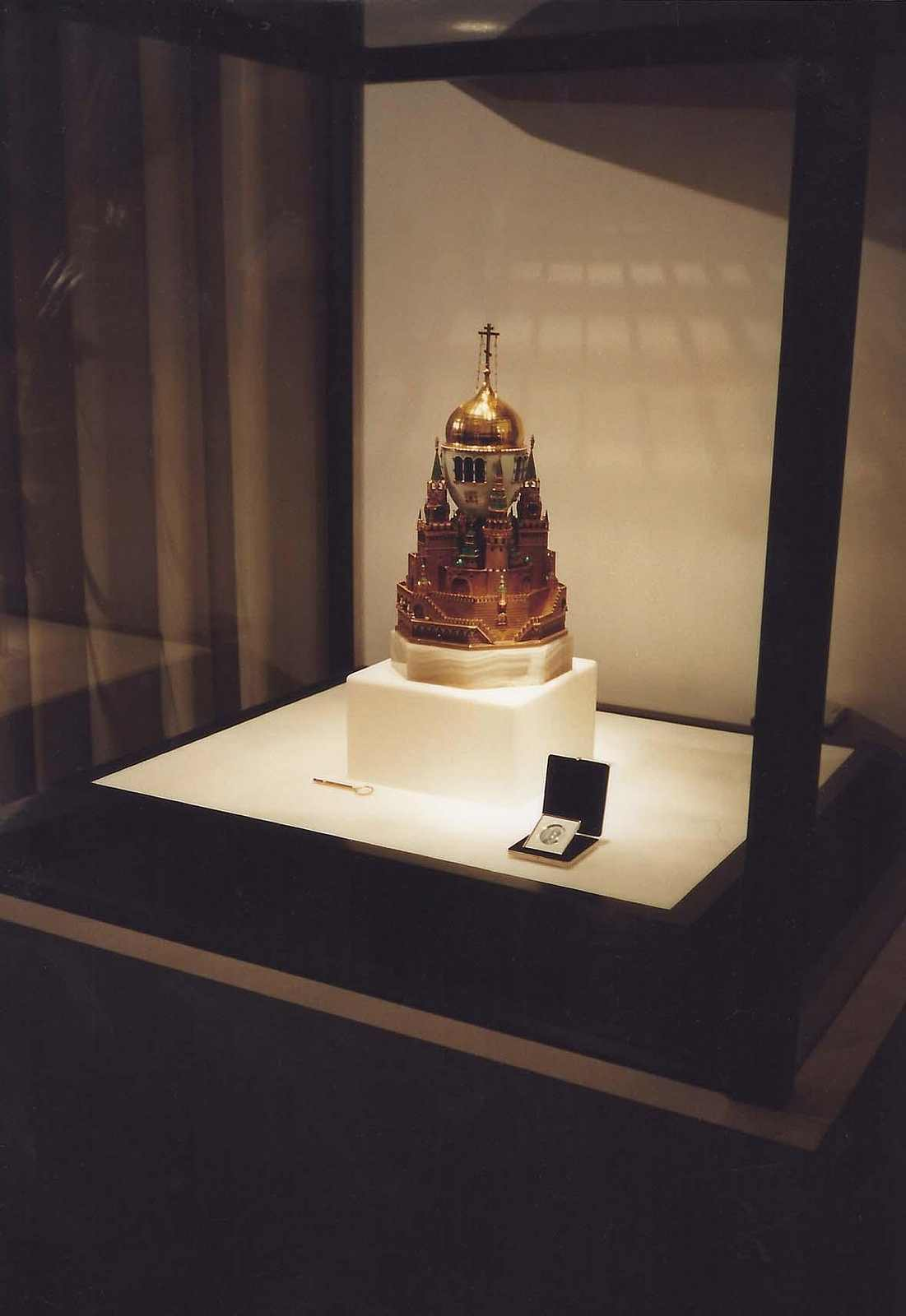
Центральная витрина выставки «Мир Фаберже»

В апреле 2012 года в Лондоне в особняке Уильям Кент Хаус (Ritz, London) состоялась выставка произведений Алексея Максимова «Королевские портреты», посвященная юбилею вступления Королевы Елизаветы II на престол, и 20-летию первого сеанса в Букингемском дворце (3 марта 1992 года). На выставке были представлены эмалевые миниатюры с изображением Королевы Елизаветы II, Королевы — Матери, принцессы Анны, Королевы Беатрикс, Короля Харальда V и Королевы Сони, натурные рисунки, а также более 50 фотографий, сделанных во время сеансов.
Королева Елизавета II любезно согласилась принять в дар по случаю юбилея пребывания на троне один из портретов, являющийся частью коллекции, который доставили в Букингемский дворец по окончании выставки.

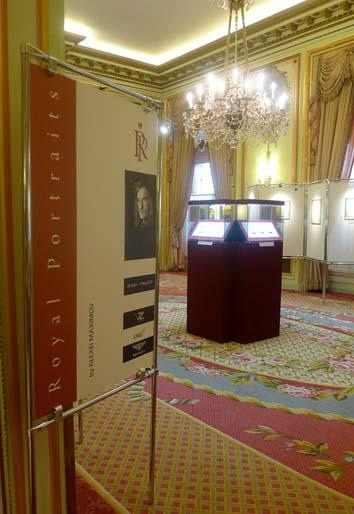
Выставка «Королевские портреты»
Алексей Максимов. VZ Gallery, Лондон

## Техника
Работа над некоторыми миниатюрами занимает больше года времени; цвет в портрете достигается многократным запеканием каждого слоя (таких слоев может быть до 20-ти). Миниатюры обрамляются белым золотом, серебром и бриллиантами.

## Награды
В 1982 году за две миниатюры «Портрет Дмитрия Веневитинова» и «Портрет художника Инны Олевской» Максимов был удостоен международной премии за выдающиеся художественные достижения на III Квадриеннале декоративного искусства в Эрфурте, Германия. В 1988 году он был удостоен за триптих «Горы, Город, Готика» главного приза выставки «Эмаль-88» Ленинградского отделения Союза художников России. В этом же году миниатюра «Вернисаж», после получения премии-закупки была размещена в экспозиции музея эмали в Лиможе (Франция).

## Собрания музеев
- Музеи Московского Кремля, Москва
- Государственный Эрмитаж, Санкт-Петербург
- Государственный исторический музей, Москва
- Государственный музей истории города Санкт-Петербурга, Санкт-Петербург
- Государственный литературный музей, Москва
- Литературный музей Ф. М. Достоевского, Санкт-Петербург
- Всероссийский музей декоративно-прикладного искусства, Москва
- Государственный музей-заповедник Царицыно, Москва
- Музей эмали города Лиможа, Лимож (Франция) [13]
- Собрание Королевы Елизаветы II, Лондон

## Галерея

Некоторые работы Алексея Максимова
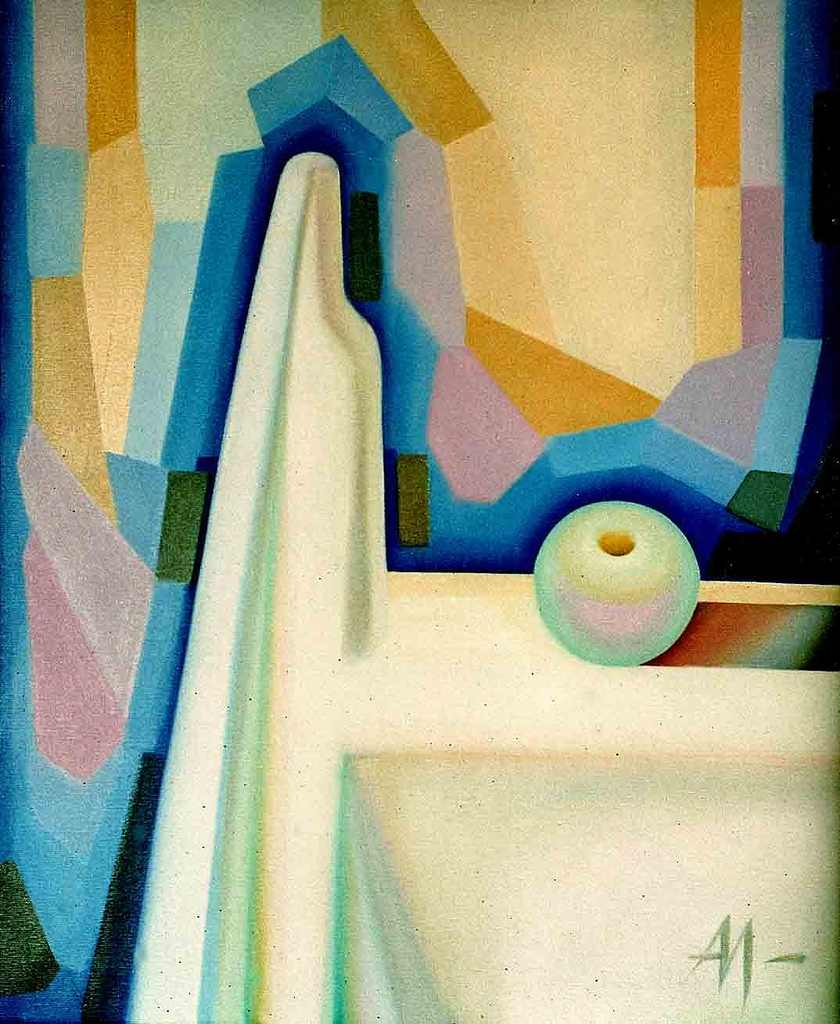
Бутылка и зеленое яблоко
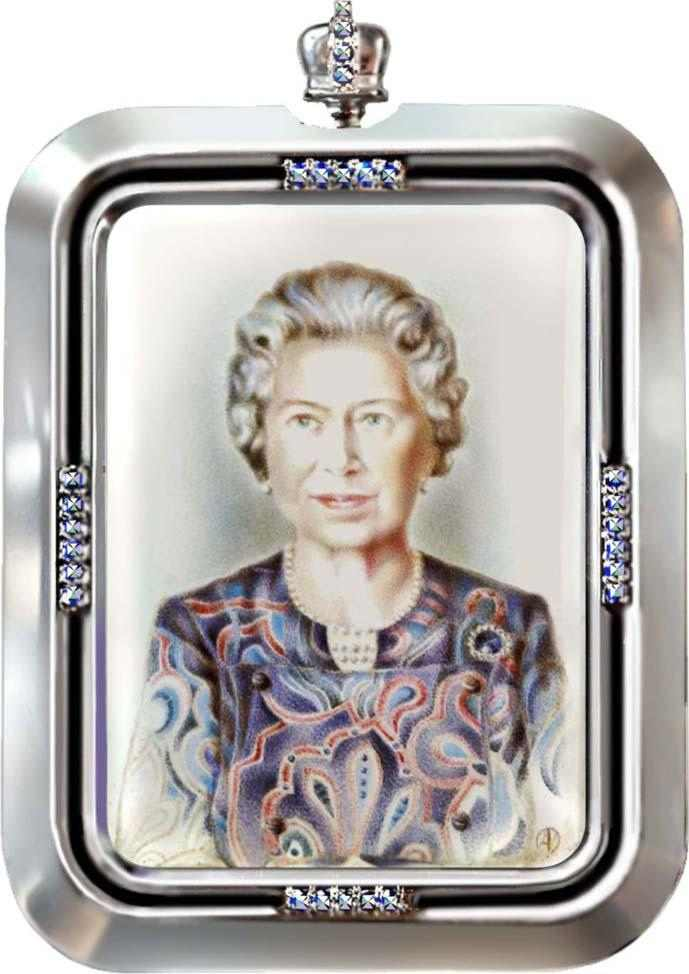
Портрет Королевы Елизаветы II
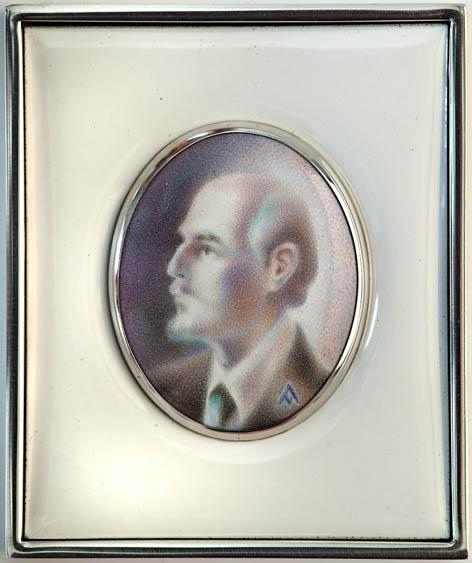
Портрет Карла Фаберже
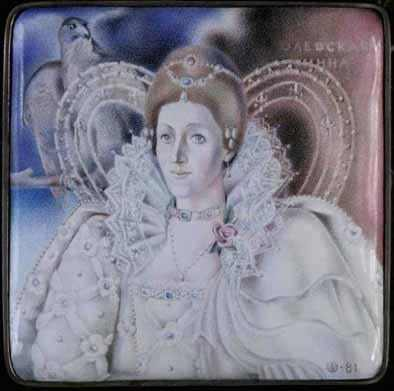
Портрет художника Инны Олевской
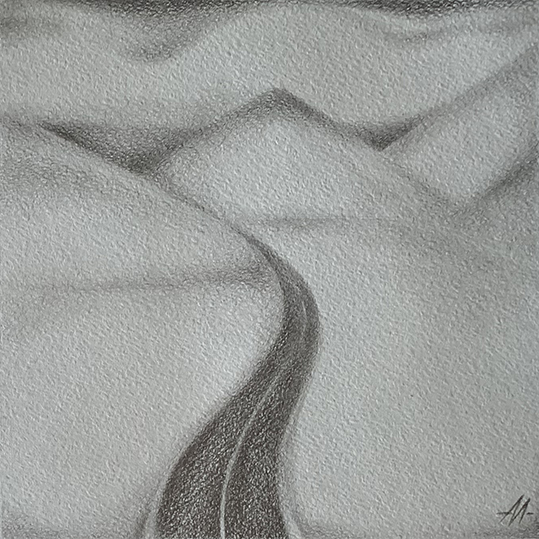
Поворот
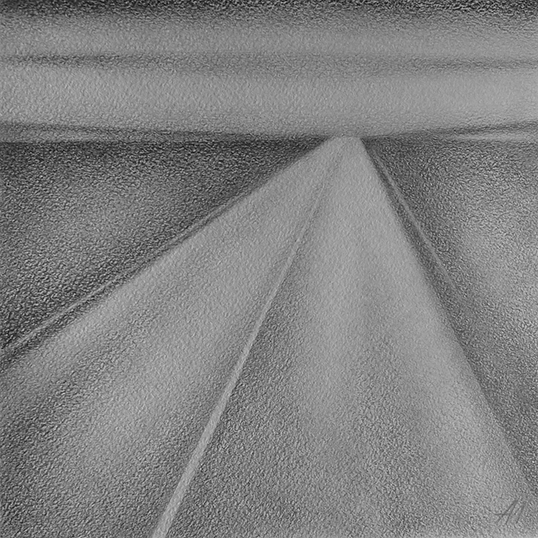
Дорога
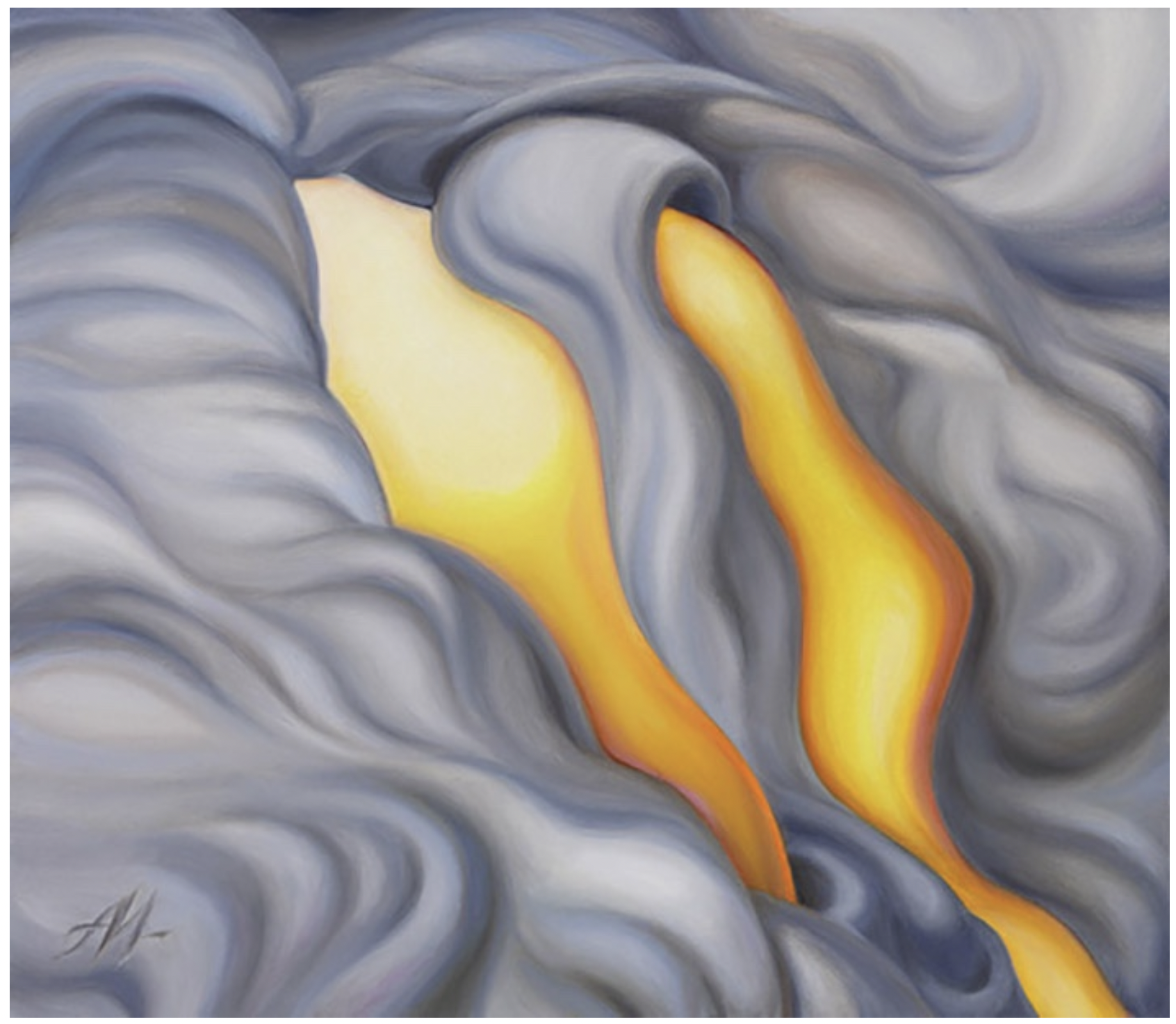
Битва
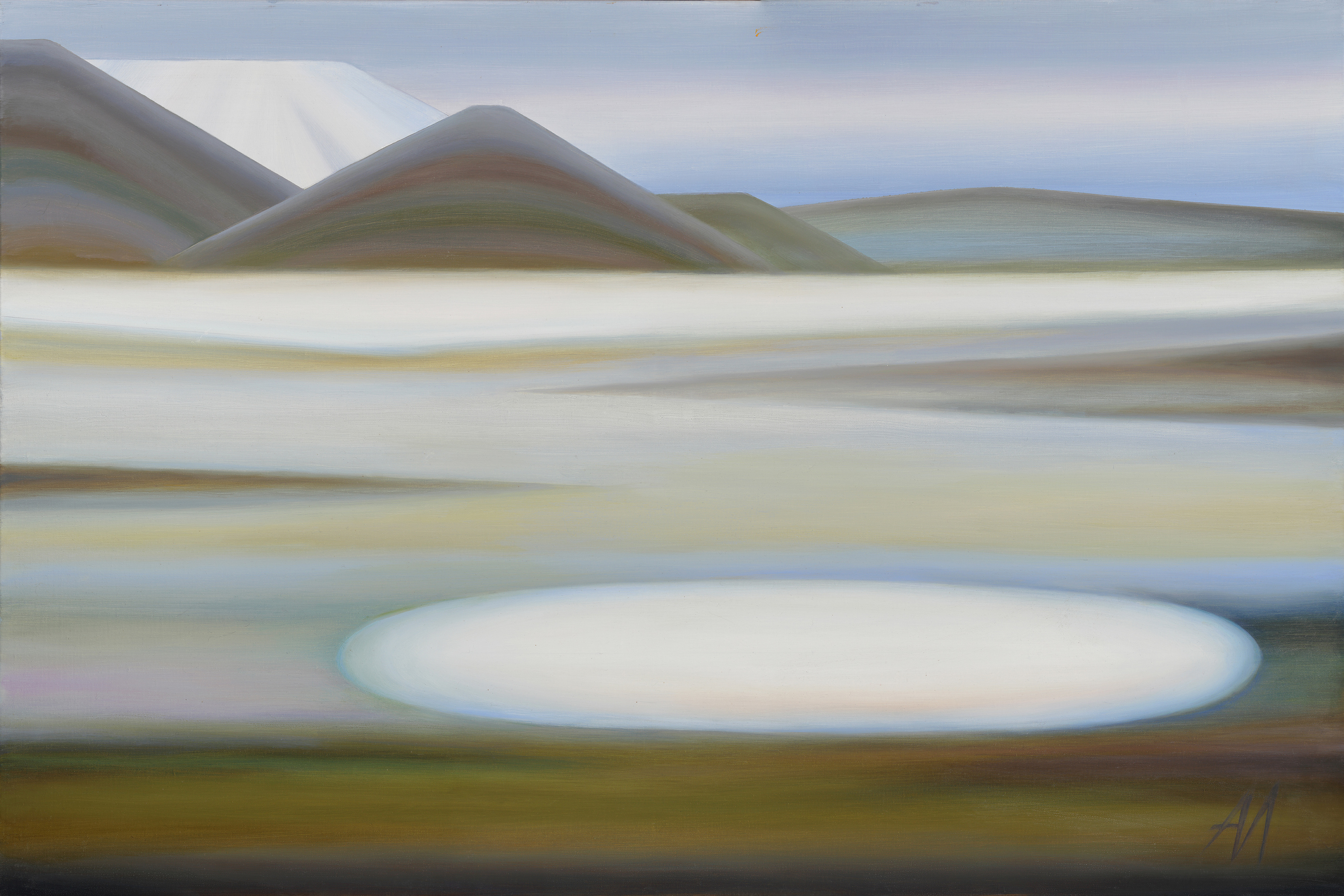
Озеро
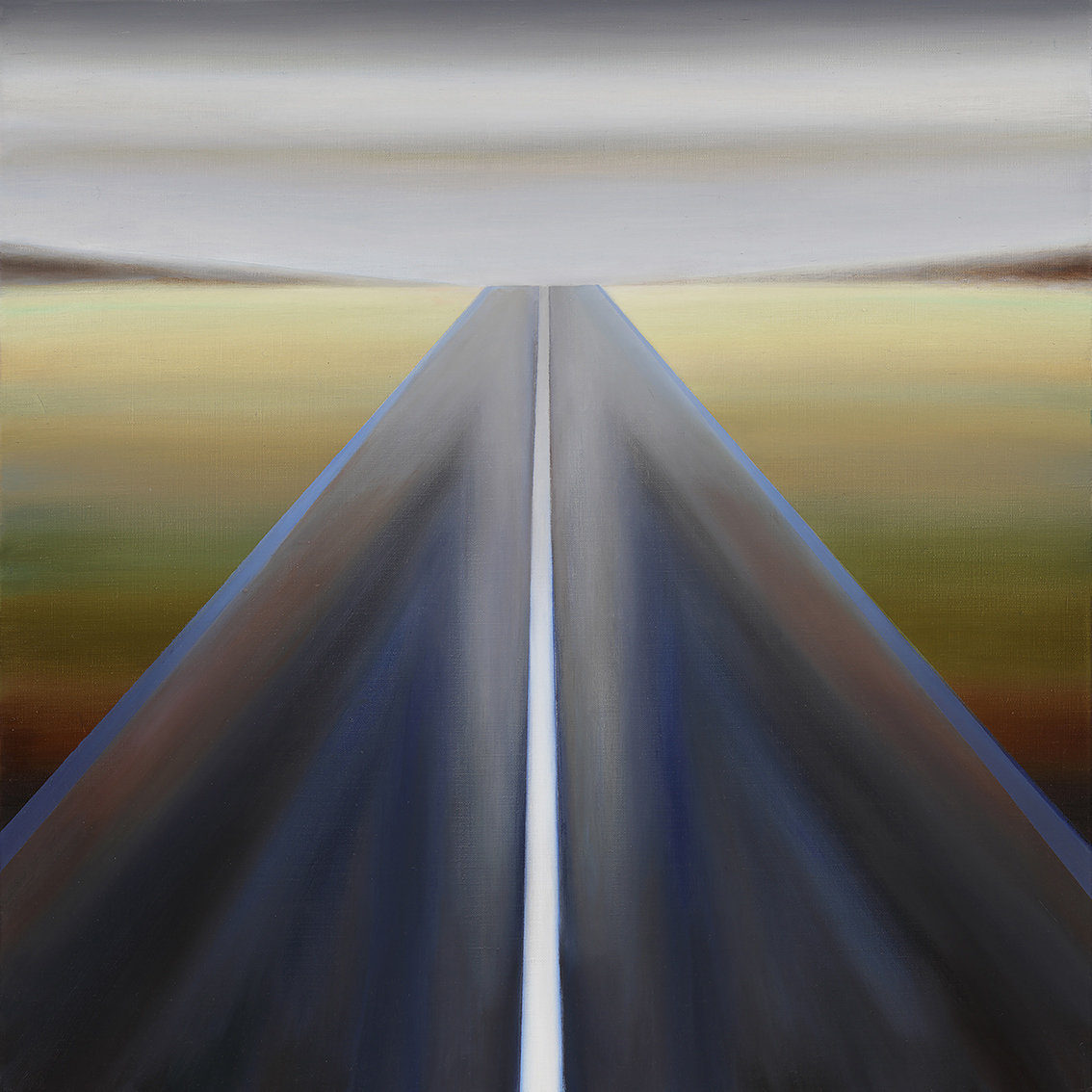
Дорога
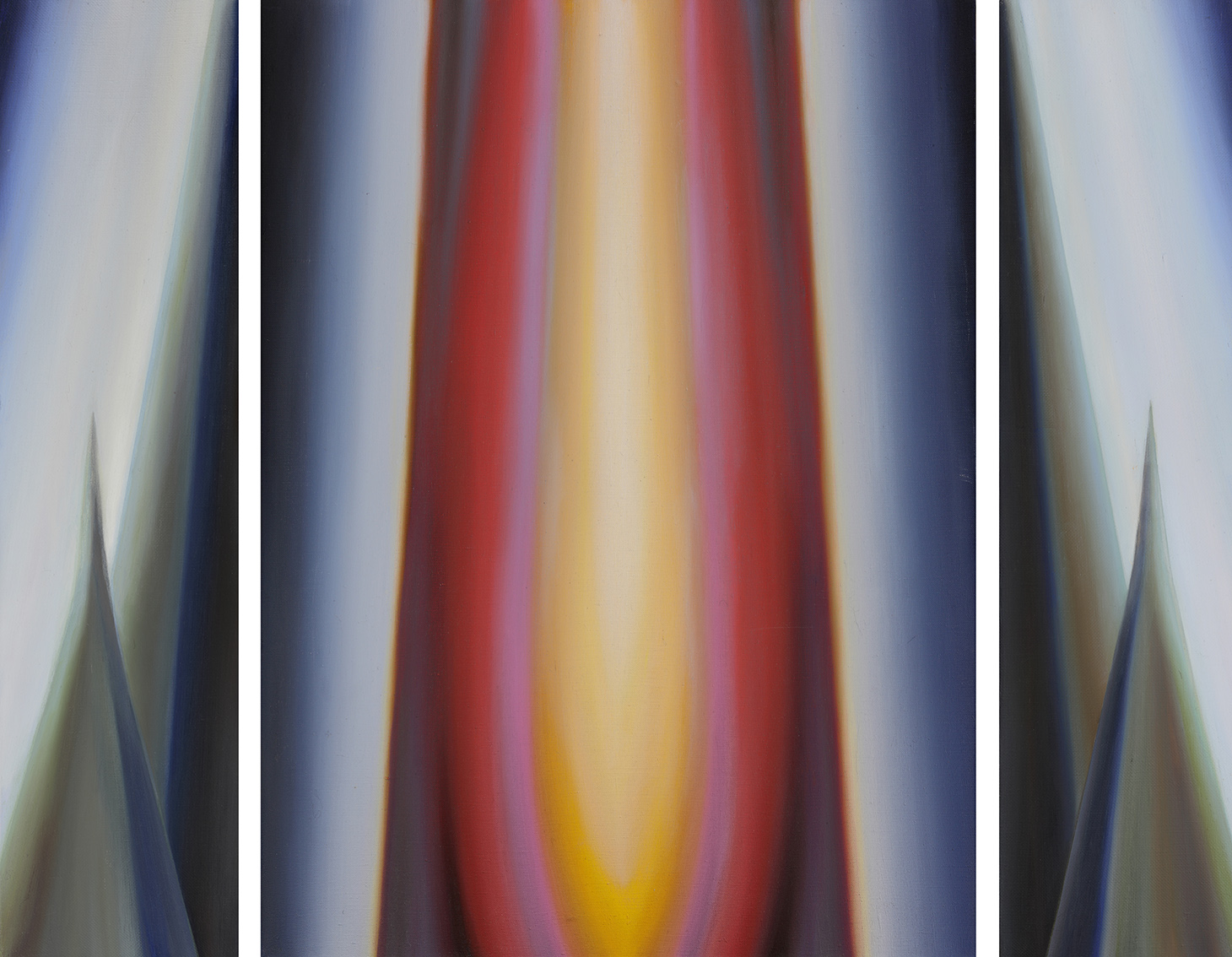
Формы
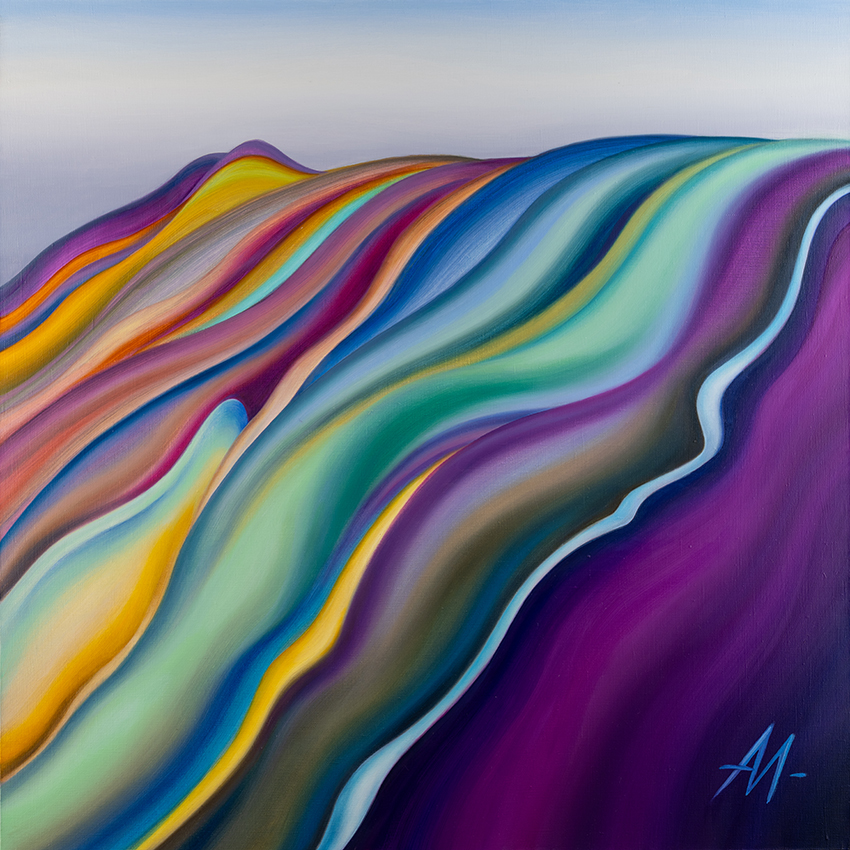
Montana